# مبانی آب‌وهواشناسی
مبانی آب و هواشناسی کتابی از بهلول علیجانی و محمدرضا کاویانی است که در سال ۱۳۷۱ منتشر و در مراسم کتاب سال جمهوری اسلامی ایران به‌عنوان کتاب برگزیده معرفی شد.